# Svend Ringsted
Svend Ringsted (30 tháng 8 năm 1893 - 16 tháng 3 năm 1975) là một cố cầu thủ bóng đá người Đan Mạch.

## Sự nghiệp
Ringsted đã cùng Đội tuyển Đan Mạch thi đấu tại Thế vận hội mùa hè 1920.
Từ năm 1918 đến năm 1921, ông đã chơi tổng cộng 5 trận, ghi được 0 bàn thắng cho đội tuyển quốc gia Đan Mạch.